# Дженкінс (округ, Джорджія)
Шаблон:StateAbbr_ 32°47′ пн. ш. 81°58′ зх. д. / 32.79° пн. ш. 81.96° зх. д.
Округ  Дженкінс (англ. Jenkins County) — округ (графство) у штаті  Джорджія, США. Ідентифікатор округу 13165.

## Історія
Округ утворений 1905 року.

## Демографія
За даними перепису 
2000 року 
загальне населення округу становило 8575 осіб, зокрема міського населення було 3039, а сільського — 5536.
Серед мешканців округу чоловіків було 4109, а жінок — 4466. В окрузі було 3214 домогосподарства, 2270 родин, які мешкали в 3907 будинках.
Середній розмір родини становив 3,16.
Віковий розподіл населення поданий у таблиці:
| Стать    | До 15 років | 15-21 | 22-29 | 30-39 | 40-49 | 50-65 | 65-85 | Понад 85 |
| -------- | ----------- | ----- | ----- | ----- | ----- | ----- | ----- | -------- |
| Чоловіки | 1050        | 460   | 382   | 541   | 591   | 644   | 401   | 40       |
| Жінки    | 968         | 480   | 385   | 621   | 630   | 660   | 631   | 91       |

## Суміжні округи
- Берк — північ
- Скревен — схід
- Буллок — південь
- Емануель — захід

## Виноски
1. ↑  U.S. Decennial Census. United States Census Bureau. Архів оригіналу за 26 квітня 2015. Процитовано 23 червня 2014.
2. ↑  Historical Census Browser. University of Virginia Library. Архів оригіналу за 11 серпня 2012. Процитовано 23 червня 2014.
3. ↑  Population of Counties by Decennial Census: 1900 to 1990. United States Census Bureau. Архів оригіналу за 2 лютого 2019. Процитовано 23 червня 2014.
4. ↑  Census 2000 PHC-T-4. Ranking Tables for Counties: 1990 and 2000 (PDF). United States Census Bureau. Архів оригіналу (PDF) за 18 грудня 2014. Процитовано 23 червня 2014.
5. ↑  State & County QuickFacts. United States Census Bureau. Архів оригіналу за 7 червня 2011. Процитовано 23 червня 2014.(англ.) Наведено за англійською вікіпедією.
6. ↑  American FactFinder. Бюро перепису населення США. Архів оригіналу за 21 травня 2008. Процитовано 31 січня 2008.

| США | Це незавершена стаття з географії США. Ви можете допомогти проєкту, виправивши або дописавши її. |